# Киямаддинли
Киямаддинли (азерб. Qiyaməddinli) — село в Киямаддинлинском административно-территориальном округе Агджабединского района Азербайджана.

## Этимология
Название села происходит от рода Киямаддинли, занимавшегося скотоводством.

## История
Село Киамадинлу Сафар-Али-бека в 1913 году согласно административно-территориальному делению Елизаветпольской губернии относилось к Киамидлинскому сельскому обществу Шушинского уезда.
В 1926 году согласно административно-территориальному делению Азербайджанской ССР село относилось к дайре Агдам Агдамского уезда.
После реформы административного деления и упразднения уездов в 1929 году был образован Сарыджалинский сельсовет в Агджабединском районе Азербайджанской ССР.
Согласно административному делению 1961 года село Киямаддинли входило в Сарыджалинский сельсовет Агджабединского района Азербайджанской ССР, но в 1970-х село передано в Гелебединский сельсовет.
В 1999 году в Азербайджане была проведена административная реформа и внутри Гелебединского административно-территориального округа был учрежден Киямаддинлинский муниципалитет Агджабединского района.
8 февраля 2000 года из Гелебединского административно-территориального округа выделен новый, Киямаддинлинский.
С 30 января 2021 года по апрель 2024 года, в 4 км южнее Киямаддинли, работал совместный российско-турецкий мониторинговый центр по контролю за прекращением огня в зоне Нагорного Карабаха.

## География
Киямаддинли расположен на берегу Верхне-Карабахского канала.
Село находится в 21 км от райцентра Агджабеди и в 299 км от Баку. Ближайшая железнодорожная станция — Агдам (действующая — Халадж).
Село находится на высоте 50 метров над уровнем моря.

## Население
| Численность населения | Численность населения | Численность населения | Численность населения |
| 1886                  | 1989                  | 1999                  | 2009                  |
| --------------------- | --------------------- | --------------------- | --------------------- |
| 907                   | ↗1100                 | ↗1511                 | ↗1621                 |

В 1886 году в селе жили проживало 907 человек, все — азербайджанцы, по вероисповеданию — мусульмане-шииты.
Население преимущественно занимается хлопководством, животноводством и выращиванием зерна.

## Климат
| Показатель                                                                                           | Янв. | Фев. | Март | Апр. | Май  | Июнь | Июль | Авг. | Сен. | Окт. | Нояб. | Дек. | Год  |
| --- | ---- | ---- | ---- | ---- | ---- | ---- | ---- | ---- | ---- | ---- | ----- | ---- | ---- |
| Средний суточный максимум, °C                                                                        | 6,5  | 7,8  | 11,6 | 19,2 | 24,1 | 28,8 | 32,1 | 31,4 | 26,8 | 20,8 | 13,9  | 8,8  | 19,4 |
| Средняя температура, °C                                                                              | 2,7  | 3,9  | 7,3  | 13,8 | 18,7 | 23,3 | 26,3 | 25,5 | 21,5 | 16,0 | 9,9   | 5,0  | 14,5 |
| Средний суточный минимум, °C                                                                         | −1,1 | 0,0  | 3,0  | 8,5  | 13,3 | 17,8 | 20,6 | 19,6 | 16,3 | 11,3 | 5,9   | 1,2  | 9,7  |
| Норма осадков, мм                                                                                    | 21   | 25   | 30   | 43   | 53   | 42   | 18   | 20   | 23   | 45   | 28    | 28   | 375  |
| Источник: https://en.climate-data.org/asia/azerbaijan/agcab%C9%99di-rayonu/qiyam%C9%99ddinli-954776/ |      |      |      |      |      |      |      |      |      |      |       |      |      |

Среднегодовая температура воздуха в селе составляет +14,5 °C. В селе полупустынный климат.

## Инфраструктура
В советское время близ села располагалась овце-товарная ферма.
В селе расположены средняя школа, библиотека, врачебный пункт.